# 珍珠山
珍珠山（Pearl's Hill，曾被称作‘Mount Stamford’实淡卜山或者实淡福山），是新加坡的一座小山。它位于牛车水附近，是城区少数幸存的山丘之一。珍珠山曾经以附近多个著名的机构而为众所知，如陳篤生醫院、海员医院和珍珠山监狱。珍珠山监狱曾建造在珍珠山脚，靠近四排埔，因为它被认为可以为监狱提供保护和安全。

## 历史
这座山曾是华人拥有的甘蜜（Gambier）种植园的所在地，他们在斯坦福·莱佛士1819年到来之前就已经占领并定居在这里。1819年，“印第安纳”号的船长詹姆斯·帕尔（James Pearl）带着斯坦福·莱佛士爵士来到新加坡，他喜欢这座山的样子，就开始从华人那里收购山上的地。5月10日向陈源夏（Tan Ngun Ha）、陈亚路（Tan Ah Loo），5月13日向王瑞购买了山南侧的两块地。至此，他拥有了整座山的土地。帕尔让来自中国和马来的工人把他的房子建在山顶上，然后清理山坡，为他种上胡椒藤。
作为对莱佛士爵士的赞美，这座小山被珀尔暂时命名为斯坦福山。1822年10月，莱佛士从苏门答腊岛的明古连返回，当他听说这座山头是如何未经他的同意而被收购的时候，他下令由英国政府收回它。但很快莱佛士就心软了，把小山的所有权还给了帕尔。珀尔船长对莱佛士的行动感到不满，就用自己的名字重新命名了这座山。
1828年，帕尔船长退休回到英国，他的经纪人以10,000卢比的价格把这座山卖给了英国政府。从那时起，他的名字就一直与这座山联系在一起。1844年陈笃生捐钱修建的贫民医院和一所海员医院在山下奠基。
珍珠山曾经比福康宁山还要高，因此英国殖民地的工程师们决定让苦力剃掉珍珠山的山顶，从而降低山顶，以确保他们的敌人不能利用这座山作为攻击新建的康宁堡的阵地。

## 珍珠山蓄水池
在珍珠山修建珍珠山蓄水池的概念，最初于1897年首次提出，用以提供额外的储水能力并增加水压。1902年的一份报纸报道较详细地描述了这个项目，报道强调了用水需求的迅速增长，从1900年5月的每天410万加仑（平均）增加到1902年的每天540万加仑。它用花岗岩和混凝土建造，造价30万美元，比它所取代的威基路水库高70英尺。这项工作由时任市政供水工程师罗伯特·皮尔斯和他的助手L·M·贝尔承担，蓄水池最终于1907年建成。
工程完成后，报章报导对水库的建造质量、稳定性和渗漏情况表示关注。水池的结构是位于山顶而非凹入山内（如福康宁备水池），似乎是引起公众关注的根本原因。1929年开始，过滤水首次从柔佛的蒲莱山进口时，储存在珍珠山水库。

## 珍珠山城市公园
一个占地9公顷的城市公园已经在珍珠山台（Pearl's Hill Terrace）上方的一个水库周围建成。

## 译注
1. ↑  译名参考自《新加坡史》[3]
2. ↑  译名参考自《新加坡史》[5]
3. ↑  译名参考自《新加坡史》[5]，另有来源译为“詹姆士·柏尔”[4]
4. ↑  译名参考自《新加坡从开埠到建国》[1]，另有来源译为“陈颜夏”[4]
5. ↑  译名参考自《新加坡从开埠到建国》[6]
6. ↑  译名参考自《新加坡街道指南》[16]